# 시로야마촌 (와카야마현)
시로야마촌(城山村)은 와카야마현 아리다군에 설치되었던 촌이다. 현재의 아리다가와정에 해당한다.